# Strong Enough
"Strong Enough" é uma canção da cantora norte-americana Cher, lançada em 22 de fevereiro de 1999 como o segundo single do álbum de 1998, Believe. A canção teve menos sucesso na Billboard Hot 100 dos EUA, onde alcançou somente a 57ª posição. No continente europeu e em outras regiões, a canção alcançou o 1° lugar na Hungria e ficou no top 10 na Áustria (posição 4), Bélgica (posição 4), Finlândia (posição 7), França (posição 3), Alemanha (posição 3), Islândia (posição 3), Itália (posição 10), Nova Zelândia (posição 6), Escócia (posição 4), Espanha (posição 4), Suíça (posição 5) e Reino Unido (posição 5). A composição e o estilo musical da canção lembram fortemente a música disco dos anos 70.
A canção recebeu críticas positivas dos críticos musicais, muitos chamando-a de um destaque para Believe. O jornal sueco Aftonbladet afirmou que a canção "será tão boa para os aflitos" quanto "I Will Survive", de Gloria Gaynor. O AllMusic escreveu que "a própria Cher simplesmente se move através da fábrica de batidas com um alcance vocal monótono, misturando-se com o bumbum". Larry Flick, da Billboard, escreveu que "pega bem onde" Believe "deixado de fora". Ele observou que a música "retro-disco" é "irresistivelmente cativante, jubilosa como um renascimento da oração e uma parceira ideal quando as crianças se preparam para fazer amizade com o rádio quando as aulas acabam. Tudo sobre esta faixa de hino é óbvio pela ferrugem ouvir: Cher está novamente em sua melhor forma, diante de uma batida carregada de cordas e com um baque surdo que fará com que as pessoas batam os pés e estalem os dedos de Maine a Minnesota". Ele também acrescentou que "sem dúvida, este é o maior sucesso óbvio que ouvimos este ano".
Em 2020, o Chicago Tribune listou "Strong Enough" como um dos "25 hinos do Orgulho de todos os tempos" e afirmou que "alguém poderia facilmente interpretar a letra como sendo sobre uma sociedade repressiva que ela não está mais disposta a tolerar".